# Giovanni Agostino da Lodi
Giovanni Agostino da Lodi (Lodi, 1470 circa – <secondo decennio) è stato un pittore italiano, attivo dal 1490 circa al 1515 circa. 

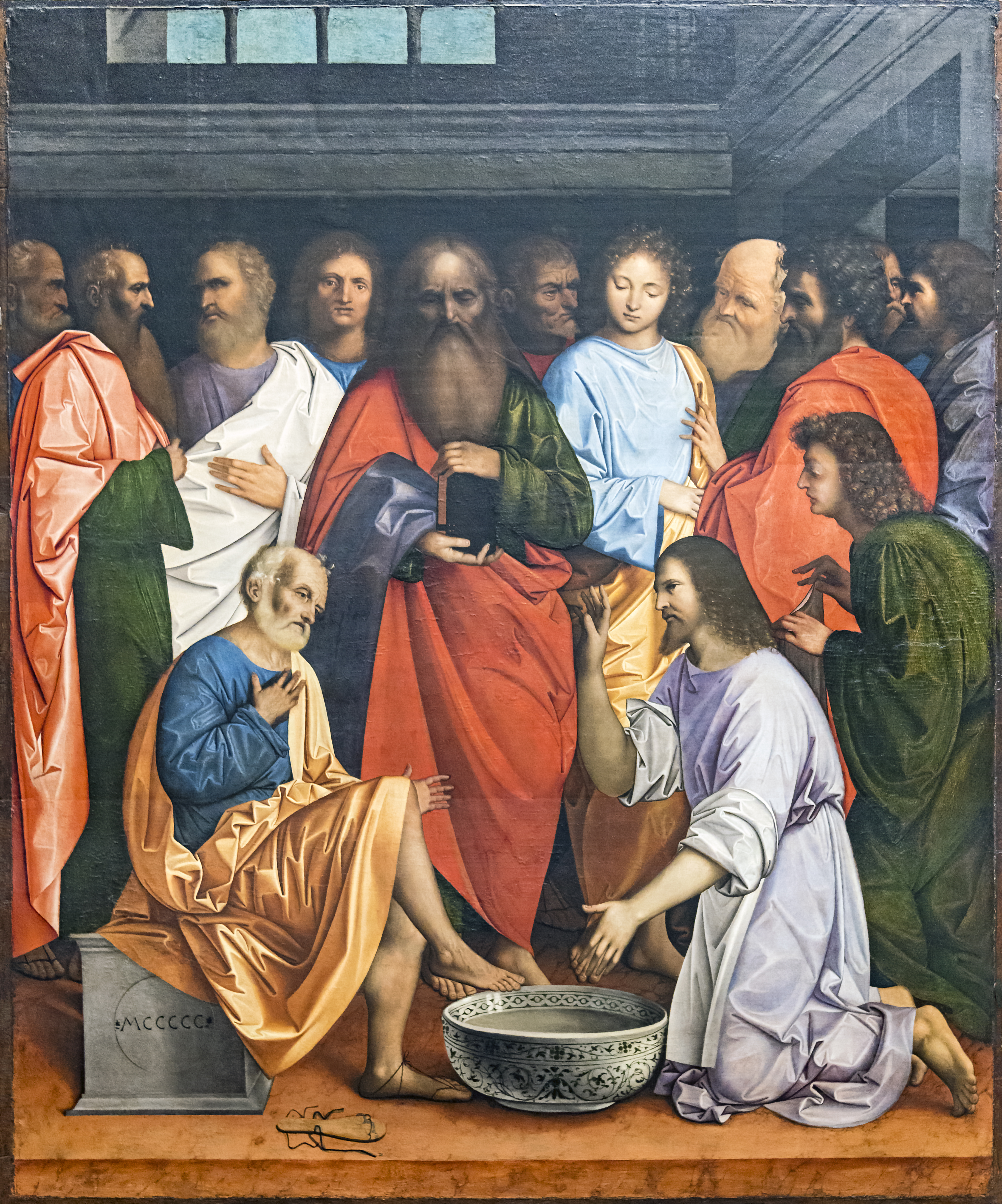
Giovanni Agostino da Lodi, Lavanda dei piedi, 1500, Venezia, Gallerie dell'Accademia

Operò nell'orbita di Bramantino, risentendo anche dei modi di Leonardo da Vinci e Giorgione.

## Vita e opere
L'identificazione del nome di Giovanni Agostino da Lodi venne proposta da Malaguzzi Valeri sulla base del ritrovamento del dipinto firmato raffigurante i due Personaggi (Milano, Pinacoteca di Brera) che corrispondeva stilisticamente al gruppo costituito sotto lo pseudonimo di Pseudo-Boccaccino dalla geniale intuizione del Bode nel 1890. Il pittore si caratterizza per la singolarità del suo linguaggio e per gli spostamenti fra Lombardia e Veneto, divenendo una delle fondamentali fonti della diffusione delle novità milanesi a Venezia.
La sua personalità nasce dunque sotto il nome di Pseudo-Boccaccino, anonimo pittore di cultura lombarda attivo nell'ultimo decennio del XV secolo. La proposta del Malaguzzi Valeri del 1912, non venne accolta dalla critica successiva, Adolfo Venturi, e Bernard Berenson nel 1968, rimanendo comune definire il pittore con il solo pseudonimo. Risale a Franco Moro avere definitivamente confermato l'identificazione dello Pseudo-Boccaccino con Giovanni Agostino da Lodi e averne chiarito la personalità artistica e il percorso cronologico, in rapporto a Milano con Bramantino e Leonardo, a Venezia con Giovanni Bellini, Giorgione e Dürer durante il suo soggiorno nel 1506.
La sua personalità si caratterizza per la singolarità del linguaggio e per una particolare attenzione alla natura e al paesaggio, che racconta con notazioni cariche di effetti aspri e colmi di tensione. Il suo stile è subito stravagante e anticlassico, e si ravvisa chiaramente in opere come la Pala dei Barcaioli nella San Pietro Martire a Murano, databile alla metà dell'ultimo decennio del XV secolo: impostata sull'esempio di altre sacre conversazioni venezia con azzardi prospettici voluti nell'uso della prospettiva.

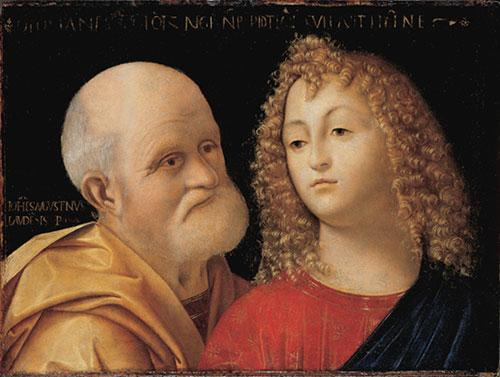
Il maestro e il giovane allievo, Milano, Pinacoteca di Brera

Nel piccolo dipinto detto San Pietro e San Giovanni Evangelista conservato nella Pinacoteca di Brera (unica sua opera firmata) sono ravvisabili elementi lombardi, derivati da Bramantino e da Leonardo da Vinci, oltre a soluzioni alla tedesca nella resa dei particolari (dal quale si suppone che abbia conosciuto Jacopo de' Barbari come tramite per la conoscenza dell'arte di Albrecht Dürer, a Venezia nel 1494 e nel 1506). Già Giulio Bora ha messo in dubbio che il soggetto del dipinto fossero due santi, ma è dopo il restauro avvenuto nel 2007 che abbiamo la certezza che quest'opera debba avere un titolo diverso. È apparsa infatti una scritta in latino che in italiano recita: Il maestro non vietava minimamente che il giovane pittore lo superasse. La piccola tavola potrebbe essere l'omaggio di Giovanni Agostino al maestro Leonardo.
Il primo quadro in cui gli elementi leonardeschi si fanno preponderanti è la Lavanda dei piedi alle Gallerie dell'Accademia di Venezia, qui vi è la conoscenza profonda del linguaggio del maestro toscano conosciuto in un soggiorno milanese nel 1499; il ritorno di Giovanni Agostino in laguna (dopo la caduta del Moro nello stesso anno) avvenne forse al seguito di Leonardo.
Con la Lavanda è sancito l'ingresso del leonardismo a Venezia.
Negli anni subito successivi Giovanni Agostino medita sul paesaggio guardando alle coeve invenzioni di Giorgione. 
Verso il 1506 torna a Milano, forse attratto dal ritorno di Leonardo (in città dal 1506 al 1513). La sua committenza è soprattutto privata, i suoi dipinti per lo più di piccole dimensioni sono pregni di uno sperimentalismo continuo e apprezzatissimo.
Nel 1510 abita nella parrocchia di Santo Stefano in Brolo a Milano, l'anno successivo nella parrocchia di Sant'Eufemia vicino a Porta Romana. A questi anni vanno forse datate le sue opere per la Certosa di Pavia, ora sparse in diversi musei e collezioni.
In questi anni milanesi esprime tutte quelle caratteristiche che lo rendono uno dei capostipiti di quella corrente di anticlassicismo sperimentale e nordicizzante diffusosi negli anni venti del XVI secolo in area padana, in città come Cremona, Brescia, Lodi insieme a Romanino, Boccaccio Boccaccino, Altobello Melone. Grande libertà compositiva, tipologie leonardesche molto caricate, espressività intensa, scioltezza esecutiva, sono le caratteristiche di questo suo stile della piena maturità, ravvisabili in opere come la Pala d'altare dell'oratorio di Gerenzano.
L'ultima opera della sua carriera sembra essere il polittico per la chiesa di Santa Maria della Pace a Milano, realizzato in collaborazione con Marco d'Oggiono. Anche se la maggior parte dei pannelli sono andati perduti, quelli rimasti (conservati nella Pinacoteca di Brera) mostrano una stanchezza inventiva insolita .

## Opere principali
- Santi Giovanni Battista e Girolamo, Venezia, chiesa di Santo Stefano
- Deposizione di Cristo, Poznań, Museo Nazionale
- Angelo Annunciante ed Evangelista Seduto, Berlino, Gemäldegalerie
- Madonna col Bambino e due devoti, Napoli, Museo nazionale di Capodimonte
- Lavanda dei piedi, 1500, Venezia, Gallerie dell'Accademia
- Madonna con Bambino tra San Simeone e San Girolamo, 1500, Venezia, Gallerie dell'Accademia
- Pala dei Barcaioli, 1500 circa, Murano, chiesa di San Pietro Martire
- Natività, Allentown, Allentown Art Museum
- Pan e Siringa e Ladone e Siringa, Madrid, Museo Thyssen-Bornemisza
- Cena in Emmaus, collezione privata
- Sacra Famiglia, Parigi, Museo del Louvre
- Le sante Maria Maddalena e Marta, Verona, Museo di Castelvecchio
- Madonna col Bambino e san Sebastiano, Modena, Galleria Estense
- Pietà con san Girolamo e donatore, Venezia, Ca' d'Oro
- Battesimo di Cristo, Milano, Pinacoteca di Brera
- Madonna col Bambino e un angelo, Gazzada Schianno, Museo di Villa Cagnola
- Adorazione dei Magi, del 1510-1512 circa, PKB Privat Kredit Bank, Lugano-Ginevra- Zurigo[5].
- Madonna col Bambino e Santi Giovanni Battista, Pietro, Giacomo e Paolo, 1512 circa, Gerenzano, chiesa di San Giacomo
- Presentazione al Tempio, 1515-1519 circa, Parma, Collezione privata[6]
- Arcangelo Gabriele annunciante e Assunzione della Vergine, del 1519, Chiesa di Santa Maria della Misericordia (Ascona)[7]

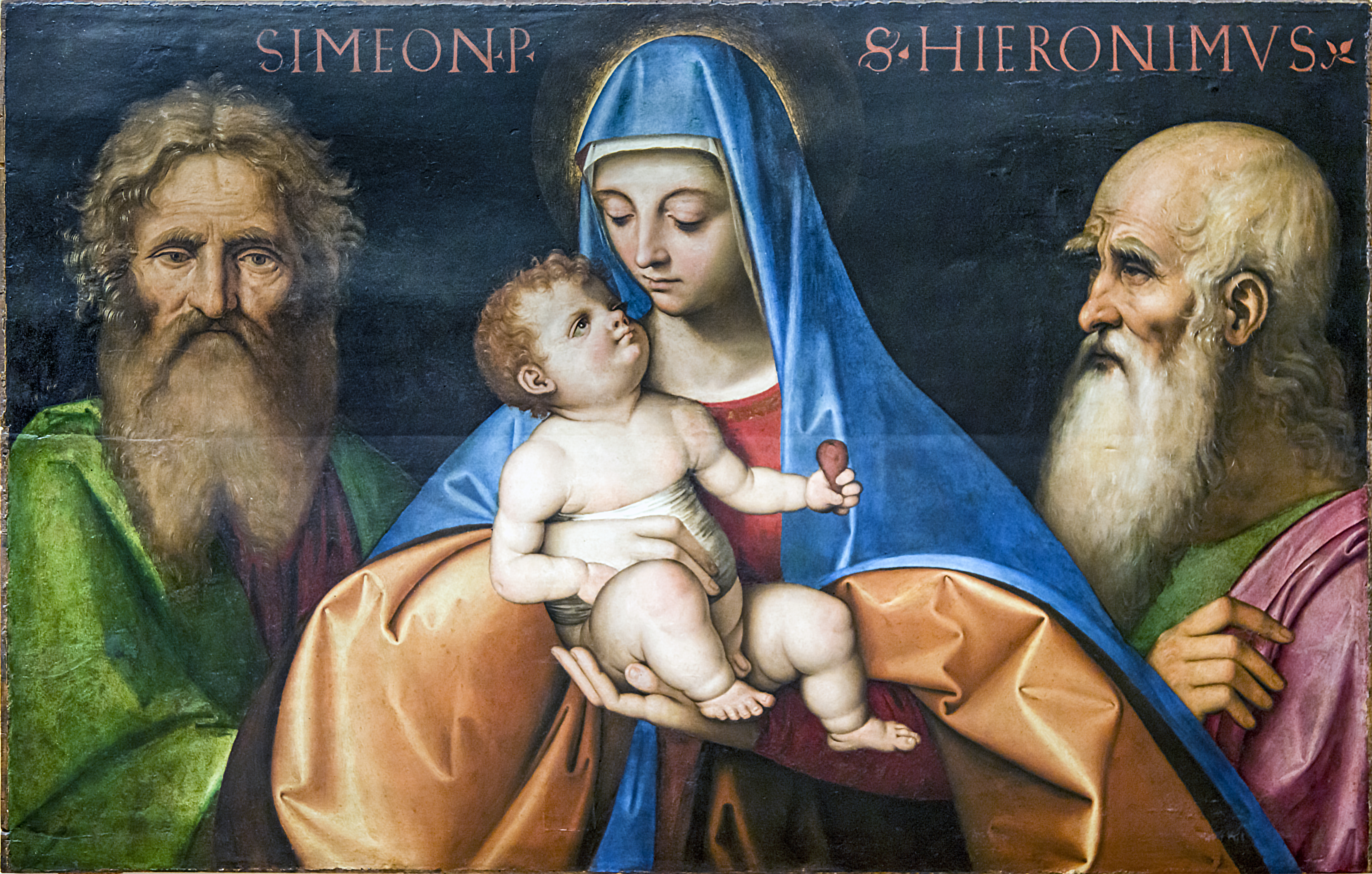
Madonna con Bambino tra San Simeone e San Girolamo, Venezia, Gallerie dell'Accademia